# Quebra-Cabeça (álbum)
| Críticas profissionais | Críticas profissionais |
| Avaliações da crítica  | Avaliações da crítica  |
| Fonte                  | Avaliação              |
| ---------------------- | ---------------------- |
| allmusic               | link                   |

Quebra-Cabeça é o terceiro álbum de estúdio do rapper brasileiro Gabriel o Pensador, lançado em 1997.
O disco teve mais de 1,5 milhões de cópias vendidas (um disco de platina e outro de ouro). Tem como principais singles as canções "2345meia78" (cuja letra versa sobre paquera e solidão), "Dança do Desempregado" (uma divertida sátira aos grupos de pagode e samba, cuja letra fala sobre o desemprego), "Cachimbo da Paz" (com a participação do cantor Lulu Santos, esta letra tem como temática central a legalização da maconha) e "Festa da Música" (uma homenagem aos artistas de todas as estirpes da música brasileira).
A crítica social das letras aborda ainda outros temas como o problema dos menores abandonados (em "Pátria Que Me Pariu"), a saúde pública ("Sem Saúde"), o alcoolismo ("+ 1 Dose", recriada a partir de "Por Que a Gente é Assim", do grupo Barão Vermelho, que também participa da nova versão) e a violência urbana (em "Bala Perdida").
A canção "Pátria Que Me Pariu" ganhou uma versão instrumental, que encerra o disco, intitulada "O Sopro da Cigarra", com a participação do trompetista Márcio Montarroyos.

## Faixas
| N.º            | Título                                         | Compositor(es)                                  | Duração |  |
| 1.             | "Pátria Que Me Pariu"                          | André Gomes, Gabriel o Pensador                 | 4:21    |  |
| 2.             | "2345meia78"                                   | Gabriel o Pensador                              | 4:49    |  |
| 3.             | "Cachimbo da Paz" (part. especial Lulu Santos) | Meme, Gabriel o Pensador                        | 5:32    |  |
| 4.             | "Sem Saúde"                                    | Fabio Fonseca, Meme, Gabriel o Pensador         | 5:23    |  |
| 5.             | "Prá Onde Vai?"                                | Meme, Gabriel o Pensador                        | 5:59    |  |
| 6.             | "En La Casa (part. Tito)"                      | Gabriel o Pensador                              | 2:41    |  |
| 7.             | "+ 1 Dose" (part. Barão Vermelho)              | Phil Gitomer, Meme, Gabriel o Pensador, Rodrigo | 4:24    |  |
| 8.             | "Dança do Desempregado"                        | Gabriel o Pensador                              | 4:30    |  |
| 9.             | "Eu E a Tábua" (part. BLITZ)                   | Gabriel o Pensador                              | 4:37    |  |
| 10.            | "Bala Perdida"                                 | Gabriel o Pensador                              | 4:26    |  |
| 11.            | "Festa da Música"                              | Gabriel o Pensador                              | 6:08    |  |
| 12.            | "O Sopro da Cigarra"                           | Gabriel o Pensador                              | 4:20    |  |
| Duração total: | Duração total:                                 | Duração total:                                  | 57:08   |  |